# 春日元忠
春日元忠（日语：／ Kasuga Mototada，?—1608年）日本战国时代到江户时代初期的武将。开始仕于武田氏，随后转投上杉氏。米泽藩执事。本姓滋野，通称与十郎、右卫门尉。
最早出仕武田胜赖。天正10年（1582年）织德联军灭亡武田氏之际逃往越后出仕上杉景胜。天正12年（1584年）任信浓国青柳城代，之后追随家老直江兼续。天正19年（1591年）在村上城成功镇压一揆残党。
庆长3年（1598年）任高畠城代。庆长5年（1600年）关原之战期间奉命侵攻出羽的最上氏领地，在长谷堂城之战中惨败于最上氏武将志村光安。
庆长6年（1601年）米泽转封之后任执事兼奉行、郡代。直江体制初期以控制乡村为藩政根本，被称为「直江氏被官的栋梁」。
去世前推荐同样是武田家旧臣的平林正恒为后继者。